# Amadou Salif Kébé
Pour les articles homonymes, voir Kébé.
Amadou Salif Kébé est une personnalité politique guinéenne. Il est né en Guinée le 3 avril 1965 et mort le 17 avril 2020 . Il a été Président de la Commission Électorale Nationale Indépendante (CENI) de 2017 à sa mort en 2020.

## Activités professionnel
Avocat de profession pendant une dizaine d'années, Maître Amadou Salif Kébé a été désigné par le Barreau de Guinée pour exercer au sein de la commission électorale. Accrédité BRIDGE en matière électorale, il été directeur du département des affaires juridiques de la commission électorale puis président de cette même institution  qui est chargée de l’organisation des élections en Guinée.
Il avait organisé les élections communales du 4 février 2018, puis le double scrutin du 22 mars 2018 combinant les élections législatives et le Référendum constitutionnel guinéen de 2020 à propos de l'adoption de la nouvelle constitution de la république de Guinée.